# 沃尤廷
50°39′6″N 25°0′22″E / 50.65167°N 25.00611°E
沃尤廷（烏克蘭語：Воютин），是烏克蘭西部的村落，隸屬沃倫州盧茨克區托爾欽市鎮，始建於1570年，面積32.68平方公里，海拔高度227米，2001年人口752，人口密度每平方公里23.01人。